# Yabassi
Yabassi to miasto w Kamerunie, w Regionie Nadmorskim, stolica departamentu Nkam. Liczy około 12 tys. mieszkańców (2001).